# Richard Boyle (2e vicomte Shannon)
Pour les articles homonymes, voir Richard Boyle et Boyle.
Richard Boyle (1675 - 20 décembre 1740) est un officier militaire et homme d'État britannique. Après avoir servi en tant qu'officier subalterne à la bataille de la Boyne pendant la guerre Williamite en Irlande et à la bataille de Neerwinden pendant la Guerre de la Ligue d'Augsbourg, il commande une brigade de grenadiers lors de la Bataille navale de Vigo pendant la guerre de Succession d'Espagne. Il participe également à un raid réussi sur Barcelone trois ans plus tard. Il est ensuite commandant en chef en Irlande pendant les années 1720 et 1730.

## Biographie

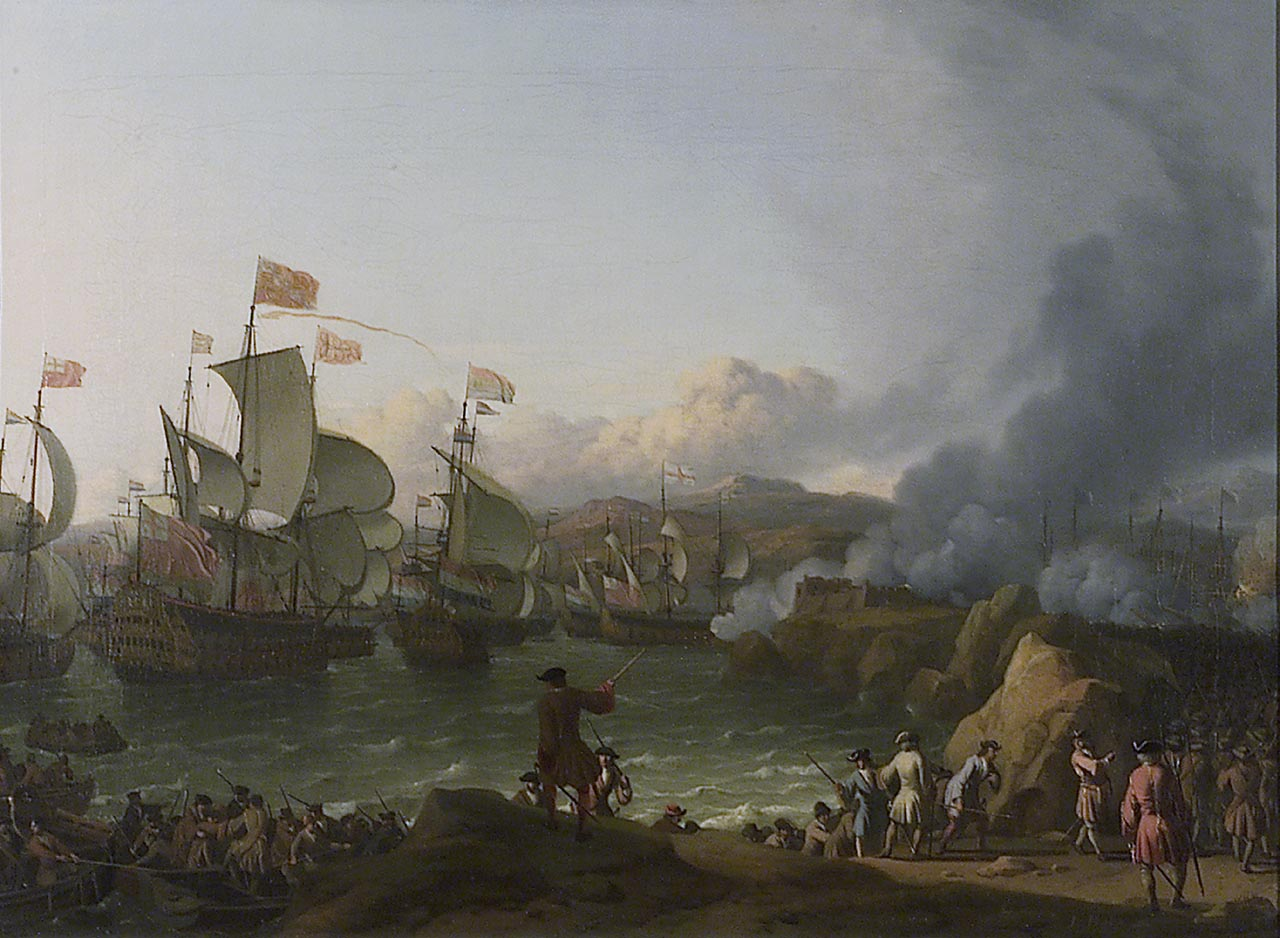
La prise de Vigo pendant la guerre de Succession d'Espagne

Il est le fils de Richard Boyle (né vers 1640) et Elizabeth Ponsonby, fille de Sir John Ponsonby de Bessborough, et fait ses études à l'Université d'Oxford . Il commence sa carrière militaire en tant que volontaire au service du duc d'Ormonde à la bataille de la Boyne en juillet 1690 pendant la guerre des Williamites en Irlande . Il combat également, étant blessé et devenu prisonnier de guerre, à la bataille de Neerwinden en juillet 1693 pendant la Guerre de la Ligue d'Augsbourg. Il est officier subalterne dans la troupe de gardes à cheval d'Ormonde et cornette dans l'armée le 16 février 1694 et est promu cornette dans son régiment et major dans l'armée en 1697.
Il succède à son grand-père paternel, Francis Boyle (1er vicomte Shannon), en tant que 2e vicomte Shannon en 1699 . Il est devenu colonel du régiment de marines du prince George de Danemark en février 1702 et commande une brigade de grenadiers lors de la Bataille navale de Vigo en octobre 1702 pendant la guerre de Succession d'Espagne . Au cours de cet engagement, toute la flotte française, sous le commandement du marquis de Château-Renault, ainsi que les galions espagnols et les transports de Manuel de Velasco y Tejada, sont capturés ou détruits. Pour sa bonne conduite à Vigo, Boyle est renvoyé chez lui pour présenter à la Reine Anne les dépêches, qui font état de la destruction de la flotte française. Elle le récompense avec une gratification de 1 000 £ . Cependant, en janvier 1703, il est accusé d'être impliqué dans une activité scandaleuse à l'église St James, Piccadilly.
Promu Général de brigade en 1704, il participe à un raid réussi sur Barcelone en 1705 et il est de nouveau envoyé pour présenter les dépêches. La reine Anne le récompense avec une autre gratification . Promu Major général en 1708, il devient contrôleur conjoint des vêtements de l'armée cette année-là. Il est également entré à la Chambre des communes en 1708 en tant que député d'Arundel . Sa courte appartenance au Kit-Cat Club, qui se réunit à la taverne Trumpet à Londres, lui donne un accès utile aux ministres et autres influenceurs clés, y compris le comte de Scarborough qui l'ont nommé comme candidat à son siège au Parlement. À cette époque, il aurait eu "une ouverture et une franchise dans sa conversation qui sont très engageantes" . Au Parlement, il soutient les Whigs et vote pour la loi sur la naturalisation des protestants étrangers de 1708 qui permettait aux protestants fuyant le continent d'entrer en Grande-Bretagne .
Promu Lieutenant général en 1709, il devient sous-gouverneur du Château de Douvres plus tard cette année-là et reçoit ensuite le commandement d'une expédition secrète mais avortée pour attaquer la Nouvelle-France en 1710 . Comme le comte de Scarborough n'est plus en mesure de nommer les deux députés d'Arundel, Boyle change de circonscription pour Hythe pour lequel il est nommé par Lionel Cranfield Sackville, en 1710 . Au Parlement, conformément à la politique du parti Whig, il vote pour la destitution d'Henry Sacheverell, un membre du clergé qui a critiqué le parti, en mars 1710.

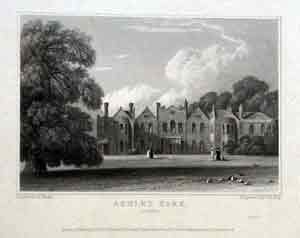
Ashley House, Ashley Park - image extraite de la page 146 du volume 4 de "Vues des sièges des nobles et des messieurs en Angleterre, au Pays de Galles, en Écosse et en Irlande. LP ", dessiné par John Preston Neale en 1818.

Il devient colonel du régiment d'infanterie du vicomte Shannon en janvier 1715 et change de nouveau de circonscription pour East Grinstead plus tard cette même année . Il rejoint l'état-major de l'armée en Irlande en 1716 .
Il devient commandant en chef de l'Irlande en 1720 et conserve ce commandement pour le reste de sa vie . En juin 1721, Richard Waring vend la place de colonel du King's Regiment of Carabineers à Boyle pour 7 500 £ . Boyle devient également membre du Conseil privé d'Irlande en 1721 et l'un des Lord Justices d'Irlande en 1722 . Ayant reçu la citoyenneté de la ville de Cork en 1722, il est évincé de son siège au Parlement à la suite d'une pétition, mais regagne son siège lors d'une élection partielle plus tard cette année-là .
Il est colonel de la 4e troupe de gardes à cheval en mars 1727 et est promu général de cavalerie le 18 décembre 1735. Il est gouverneur de Portsmouth en 1737 avant d'être promu maréchal le 17 juillet 1739.
Il est mort à son domicile, Ashley Park à Walton-on-Thames, le 20 décembre 1740  et est enterré à l'église paroissiale St Mary à Walton-on-Thames. Il y a un monument en son honneur dans l'église .

## Famille
Le 6 juin 1704, il épouse Mary Sackville, fille illégitime de Charles Sackville, 6e comte de Dorset et veuve de Lionel Boyle (3e comte d'Orrery), décédée douze ans plus tard, sans enfant . En janvier 1720, Boyle se remarie, cette fois avec Grace Senhouse, fille de John Senhouse de Netherhall en Cumbria ; ils ont un enfant, Grace Sackville, comtesse de Middlesex.